# Boisar
Boisar est la plus grande banlieue industrielle de la région métropolitaine de Mumbai, dans l'État indien du Maharashtra. Elle faisait à l'origine partie du district de Thane avant d'être rattachée au district de Palghar (en). Elle se trouve à environ 111 kilomètres de la capitale de l'État, Mumbai, et à 98 km du territoire de l'union Daman. Elle est située dans le district de Palghar, dans l'État du Maharashtra.
Boisar est administrée par le conseil municipal de Palghar (PMC). Elle abrite la plus grande société de développement industriel du Maharashtra (MIDC).